# The Long Count Fight
Long Count Fight, o Battle of the Long Count ("il match dal lungo conteggio"), è stato l'incontro di pugilato Gene Tunney vs. Jack Dempsey, rivincita tra i due per il titolo di campione mondiale dei pesi massimi. Si svolse il 22 settembre 1927 al Soldier Field di Chicago. L'appellativo "Long Count" ("lungo conteggio") è stato dato al match in quanto Tunney fu messo al tappeto da Dempsey nel corso del settimo round, ma il conteggio da parte dell'arbitro partì in ritardo perché Dempsey non si era recato all'angolo neutrale rimanendo vicino all'avversario al tappeto, nonostante questo fosse il regolamento in vigore. Il ritardo, permise a Tunney di rialzarsi e, in seguito, di vincere il match ai punti per decisione unanime mantenendo così la cintura di campione. Se questo "conteggio lungo" abbia effettivamente falsato il risultato dell'incontro, resta materia di dibattito ancora oggi tra gli appassionati di boxe.
All'incontro assistettero 104 943 persone per un incasso di 2 858 660 $.

## Contesto
Soltanto 364 giorni prima, il 23 settembre 1926, Tunney aveva sconfitto Dempsey ai punti per decisione unanime conquistando il titolo mondiale dei pesi massimi, al Sesquicentennial Stadium di Filadelfia. Il primo match tra Tunney e Dempsey non si era disputato a Chicago perché Dempsey era venuto a sapere che Al Capone era un suo grande fan, e non voleva che il gangster avesse a che fare con l'incontro. Poiché prima del match ara noto che Capone aveva scommesso 50 000 dollari su Dempsey per il rematch questo diede adito prima del match a voci di una presunta combine, poi smentite dai fatti. Di fatto, in entrambi i match Dempsey era dato per favorito dai bookmaker.
A dispetto del fatto che Tunney avesse vinto il primo confronto ai punti con ampio margine, la previsione di una rivincita tra i due creò immediatamente molta attesa nel pubblico e nei mass media. Dempsey era uno dei cosiddetti "cinque grandi" dello sport negli anni venti, una vera e propria leggenda, e aveva fatto scalpore il fatto che non fosse stato arruolato nell'esercito durante la prima guerra mondiale; in realtà, egli aveva tentato di farsi arruolare, ma un giudice lo esonerò dal servizio militare per esubero di leva. Tunney, amante della letteratura e delle arti, era invece un ex appartenente al corpo dei Marine; infatti il suo soprannome era The Fighting Marine.
L'incontro si svolse secondo un nuovo regolamento relativamente agli atterramenti: il pugile a terra aveva 10 secondi di tempo per rialzarsi dal tappeto, dopo che l'avversario si fosse posizionato nel primo angolo neutrale disponibile. La nuova regola, non ancora applicata dappertutto, era stata richiesta dallo stesso Dempsey.

## L'incontro
Secondo molti resoconti, Tunney stava dominando l'incontro quando nella settima ripresa, Dempsey costrinse Tunney alle corde, colpendolo poi con una combinazione di potenti colpi che misero al tappeto il campione. Era la prima volta in carriera che Tunney subiva un atterramento.
Apparentemente confuso e disorientato, Tunney si aggrappò alle corde con la mano sinistra. Dempsey, che era solito restare vicino agli avversari abbattuti per poi attaccarli nuovamente se si alzavano, guardò a terra verso Tunney. L'arbitro Dave Barry ordinò, senza successo, a Dempsey di andare nell'angolo neutrale; Dempsey restò fermo dov'era ad osservare l'avversario a terra. Ciò diede a Tunney dei preziosi secondi per riprendersi dal KD. Quando finalmente Dempsey si recò all'angolo, erano passati dai tre agli otto secondi circa. Barry non iniziò a contare fino a quando Dempsey non si fu spostato, poi cominciò il conteggio. Tunney si alzò in piedi al "9". Alcuni ritengono che se Dempsey avesse obbedito agli ordini dell'arbitro in tempo, avrebbe riconquistato la cintura di campione del mondo con una vittoria per KO su Tunney al settimo round. La validità di tale ipotesi è stata discussa per decenni. Nel filmato relativo al combattimento, fu messo in sovrimpressione alle immagini un cronometro dal quale si nota che Tunney restò al tappeto circa 13 secondi. A causa di questo ritardo, il match è stato soprannominato The Long Count Fight.
All'ottavo round, Tunney, ripresosi, riuscì a mandare al tappeto Dempsey. Bisogna far notare che questa volta, l'arbitro iniziò il conteggio senza indugi prima ancora che Tunney si fosse spostato all'angolo neutrale. Negli ultimi successivi due round, Tunney dominò il match, e alla fine vinse l'incontro ai punti per decisione unanime mantenendo il titolo.

### Arbitro e giudici
- Arbitro: Dave Barry
- Giudice: George Lytton
- Giudice: Sheldon Clark

## Conseguenze
Poco tempo dopo l'incontro, Dempsey annunciò il suo ritiro dal ring.
Nel marzo 2011, la famiglia di Gene Tunney ha donato i guantoni indossati dal pugile nel match allo Smithsonian's National Museum of American History.